# Трамплин Олимпийская гора
Трамплин Олимпийская гора (фр. Tremplin olympique du Mont) — лыжный трамплин во французском городе Шамони-Мон-Блан близ деревни Боссон у подножия Монблана.

## История
Трамплин был построен в 1905 года на высоте 1189,8 м. Он имеет угол наклона на столе отрыва — 11,75 ° и угол горы приземления — 36,8 °
В 1924 году на нём прошли соревнования в рамках первых Зимних Олимпийских игр по прыжкам с трамплина и двоеборью.
После Олимпиады на протяжении многих десятилетий он регулярно модернизировался и принимал важные международные соревнования, такие как Чемпионат мира по лыжным видам спорта (1937 год), Зимняя Универсиада (1960 год), этапы Мировых (1981, 1986, 1987, 1989 и 1998 годов) и Континентальных (последний в 2001 году) кубков по прыжкам на лыжах с трамплина.
После этого закончился срок сертификата FIS так как трамплин больше не соответстовал международным стандартам. Однако он по-прежнему используется для национальных соревнований. 9 февраля 2007 года Джейсон Лами-Шаппюи установил рекорд трамплина равным 110 метров, который на следующий день повторил Эммануэль Шедаль.

## Рекорды

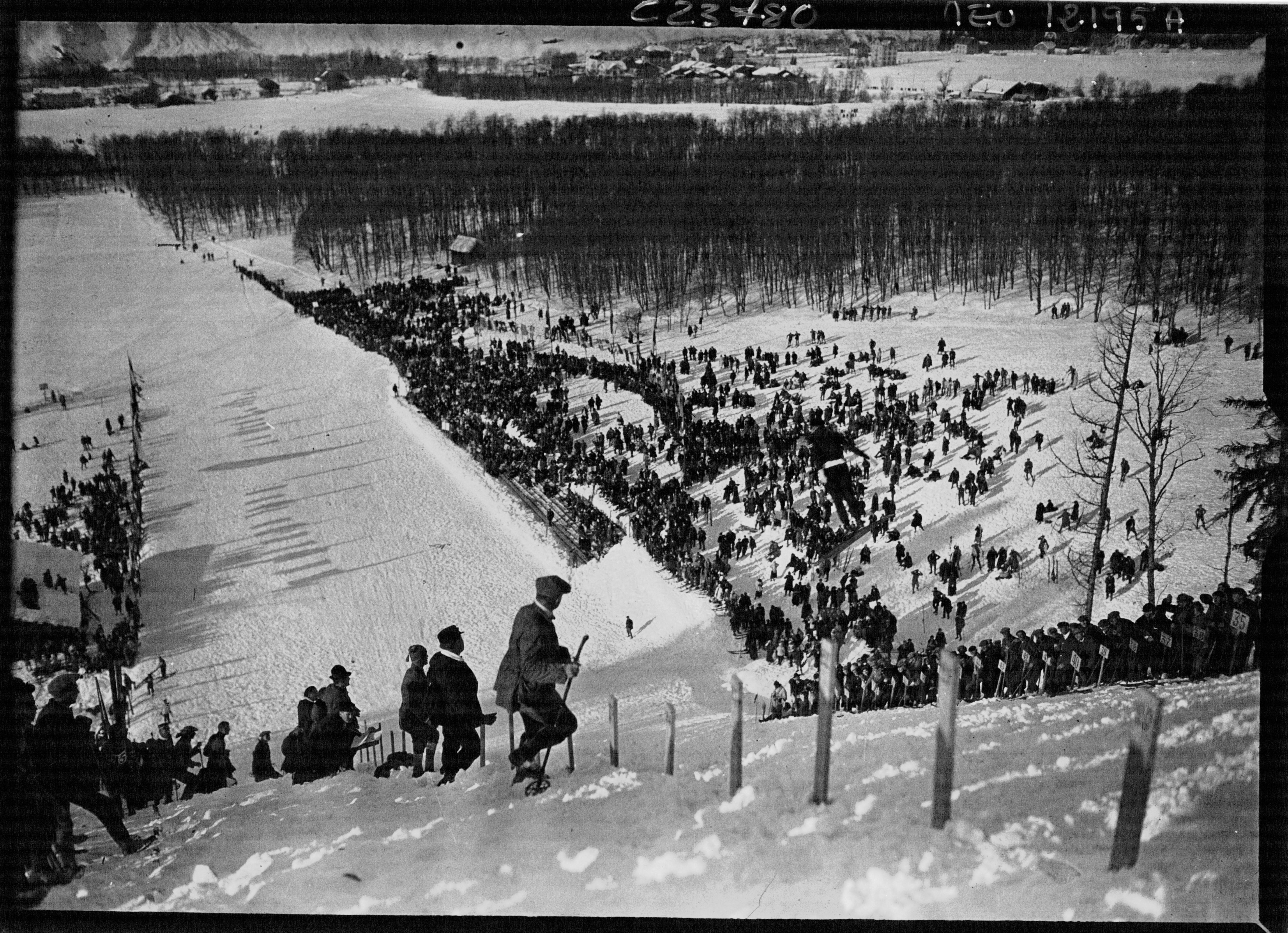
Олимпийские игры 1924 года

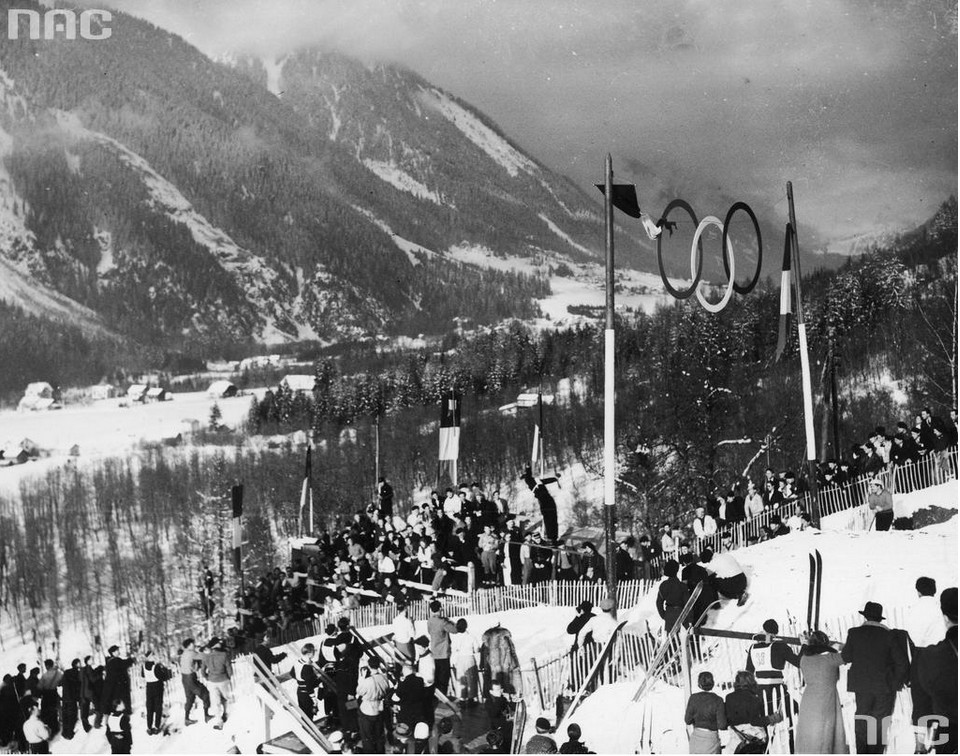
Чемпионат мира 1937 года

| Дата             | Спортсмен           | Длина   | Турнир                                     |
| ---------------- | ------------------- | ------- | ------------------------------------------ |
|                  | Рагнар Омтведт      | 49,0 м  | тестовые                                   |
| Якоб Туллин Тамс | 57,0 м              |         | тестовые                                   |
| 4.2.1924         | Андерс Хауген       | 50,0 м  | Олимпийские игры                           |
| 4.2.1924         | Нарве Бонна         | 57,5 м  | Олимпийские игры                           |
| 4.2.1924         | Якоб Туллин Тамс    | 58,5 м  | Олимпийские игры                           |
| 12.2.1937        | Биргер Рууд         | 65,5 м  | Чемпионат мира                             |
| 26.2.1981        | Эрнст Веттори       | 92,0 м  | Кубок мира                                 |
| 23.12.1985       | Пекка Суорса        | 94,5 м  | Кубок мира                                 |
| 21.12.1986       | Примож Улага        | 96,0 м  | Кубок мира                                 |
| 21.12.1986       | Мартин Швагерко     | 99,0 м  | Кубок мира                                 |
| 16.12.1995       | Ярослав Сакала      | 105,5 м | Кубок мира                                 |
| 5.12.1998        | Кадзуёси Фунаки     | 106,5 м | Кубок мира                                 |
| 9.2.2007         | Джейсон Лами-Шаппюи | 110,0 м | Национальный чемпионат Франции (смешанный) |
| 10.2.2007        | Эммануэль Шедаль    | 110,0 м | Национальный чемпионат Франции             |